# 하티어
하티어는 기원전 제2천년기에 아나톨리아에 살던 하티인들의 언어이다. 이들의 뒤를 이어 아나톨리아를 지배한 히타이트인들의 히타이트어와 달리 인도유럽어족에 속하지 않았으며 교착어였다고 추정된다. 아나톨리아에서 사용된 것이 문증되는 가장 오래된 언어로, 하티인들이 직접 남긴 기록은 없고 히타이트인들이 기록한 종교나 신화 명판에 나오는 언급이나 일부 지명을 통해 간접적으로 추적할 수 있다.
보수적인 견해는 이것이 고립된 언어였다는 것이지만 일부 학자들은 지명을 근거로 동시대 아나톨리아 북부의 카스카족의 언어와 연관지으며, 더 나아가 현대의 북서캅카스어족 등과의 연관성을 추정하기도 한다.

## 같이 보기
- 하티인
- 카스카어